# Pangkal Bulian
Pangkal Bulian is een bestuurslaag in het regentschap Sarolangun van de provincie Jambi, Indonesië. Pangkal Bulian telt 1240 inwoners (volkstelling 2010).